# François Malfait
François Auguste Malfait est un architecte belge né à Bruxelles en 1872 et décédé en 1955, qui fut l'architecte de la Ville de Bruxelles de 1917 à 1942.

## Réalisations
À Bruxelles :
- 1910-1912 : Château de la Solitude[1], avenue Charles Schaller, 54, à Auderghem (une des 19 communes de la région bruxelloise), de style Beaux-Arts[2] ;
- 1925-1928 : Ancienne Faculté de médecine de l'ULB, Université libre de Bruxelles, boulevard de Waterloo 115 à Bruxelles, sur l'emplacement de l'ancienne caserne de la gendarmerie (1840, architecte Louis Spaak) [3] et aujourd'hui le siège du ministère de la Justice appelé Service public fédéral Justice depuis 2002.
- 1927 : École de l'enseignement secondaire de la Ville de Bruxelles, rue Ernest Allard, renommée athénée Robert Catteau[4] ;
- 1930 : Columbarium Art déco dans le cimetière de Laeken, ancienne commune rattachée à Bruxelles.

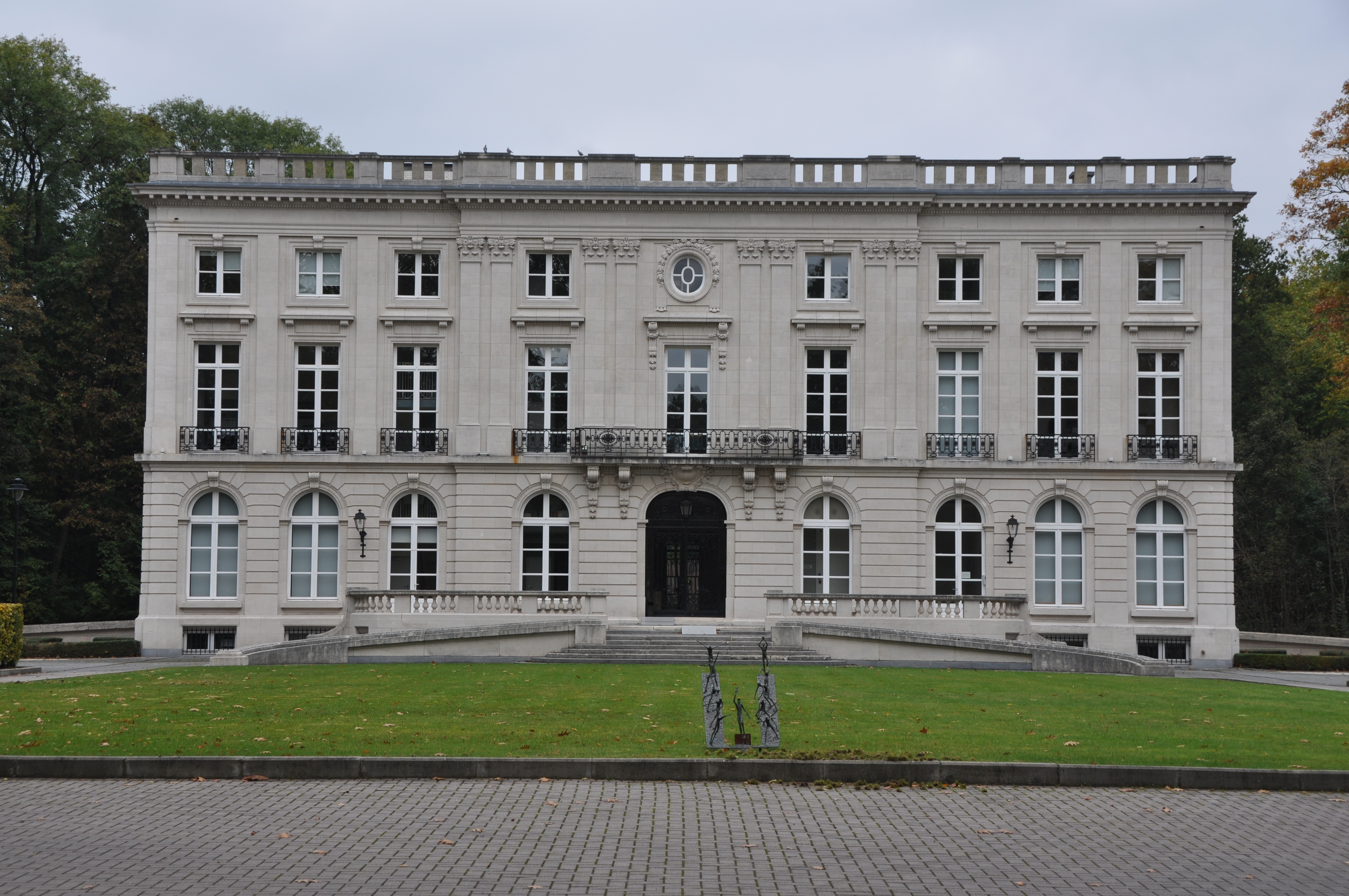
Château de la Solitude
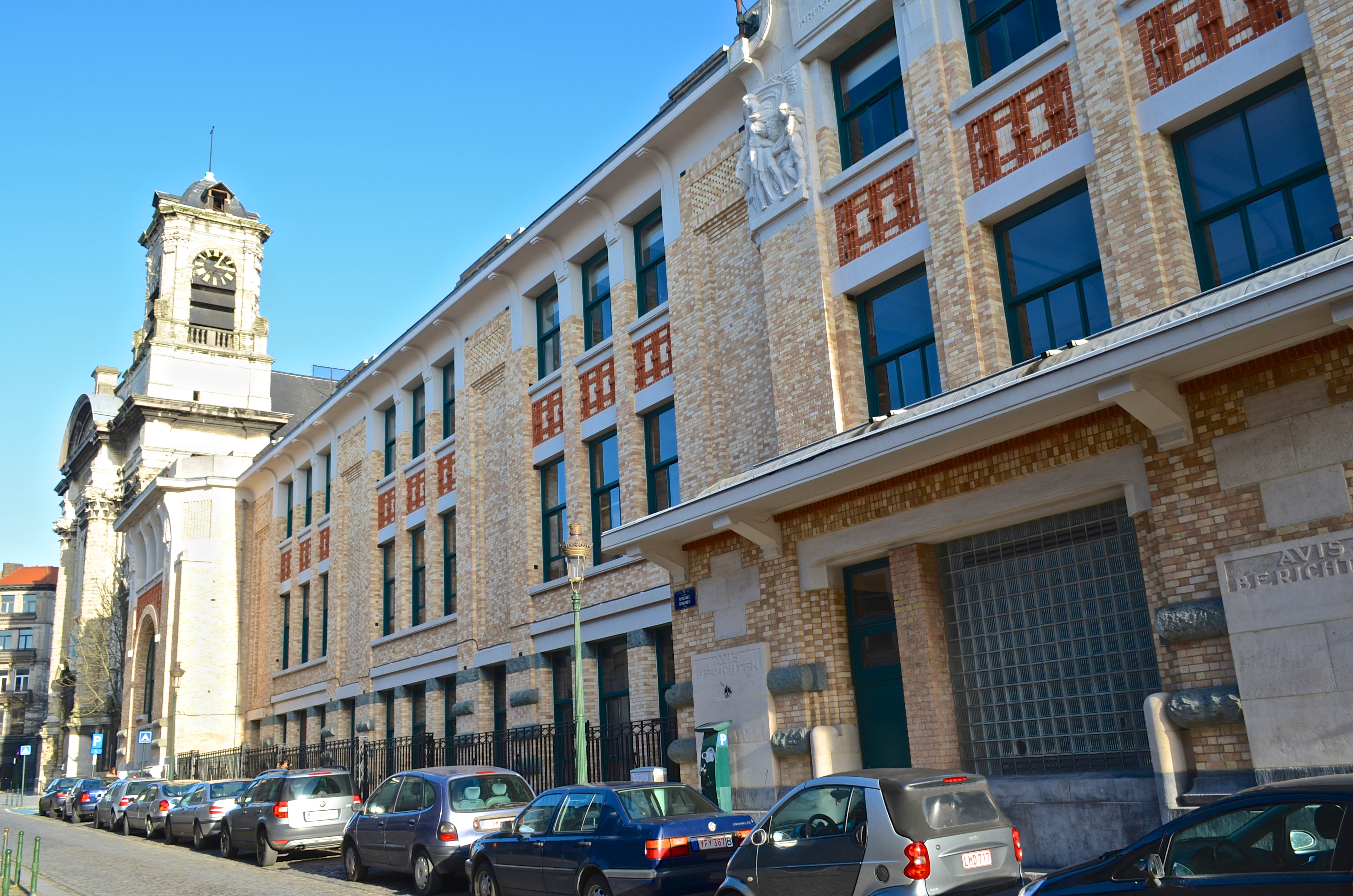
Athénée Robert Catteau

## Restaurations
François Malfait fut l'architecte de la Ville de Bruxelles de 1917 à 1942 et dirigea à ce titre les travaux de restauration de plusieurs monuments bruxellois :
- 1917-1937 : Il dirige la mise en place de la statuaire de l'église Notre-Dame du Sablon;
- 1918 : « Maison de Sainte-Barbe »[5], sur la Grand-Place de Bruxelles ;
- 1929 : « Maison de Goude Huyve »[6], contre l'église Saint-Nicolas ;
- 1933 : Théâtre royal du Parc
- 1934-1937 : « Hôtel Ravenstein »[4] ;
- 1938 : « Maison de la Tête d'Or »[7], à l'entrée de la rue du même nom, débouchant sur la Grand-Place.

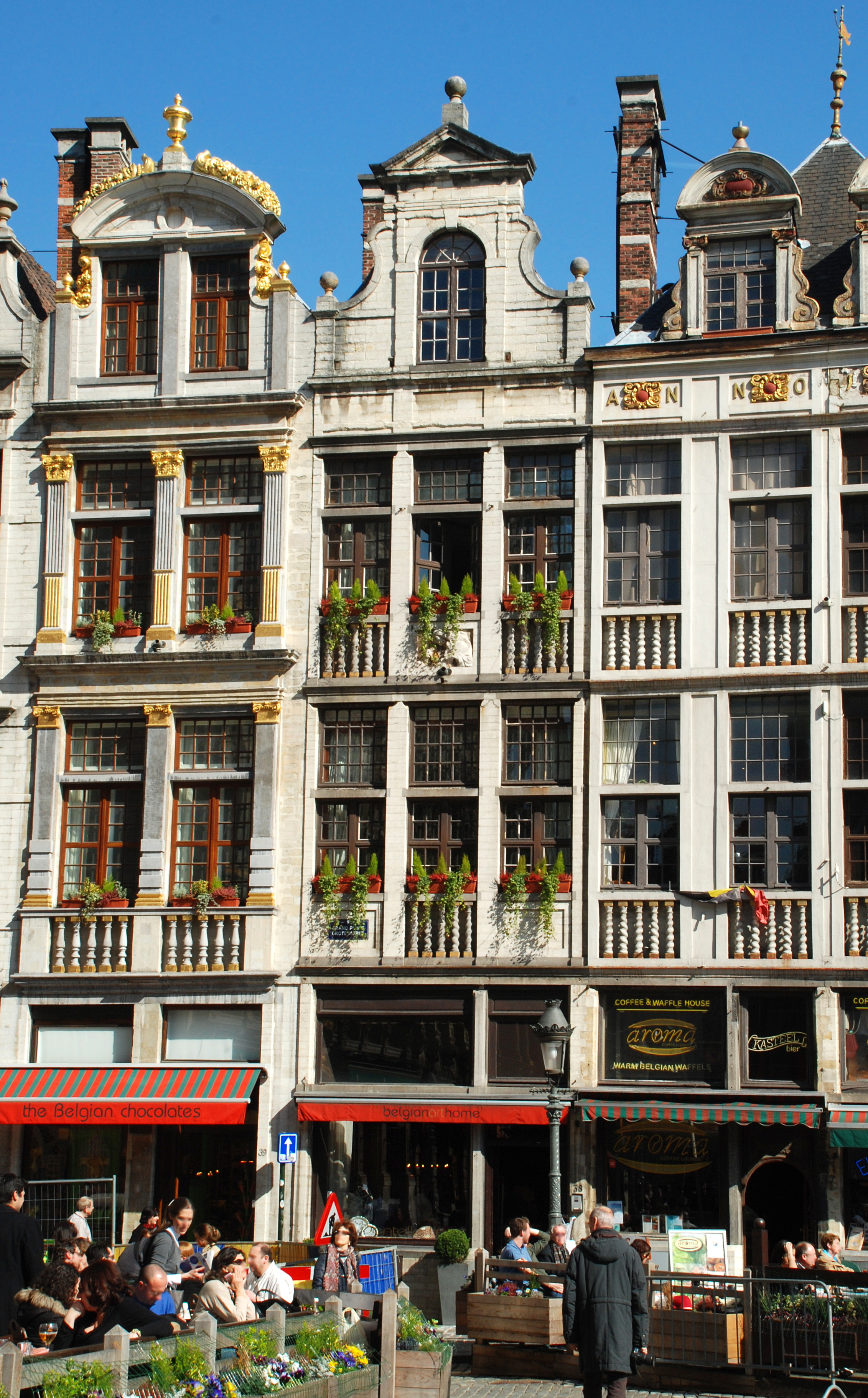
Maison de Sainte-Barbe (restaurée par Malfait en 1918).
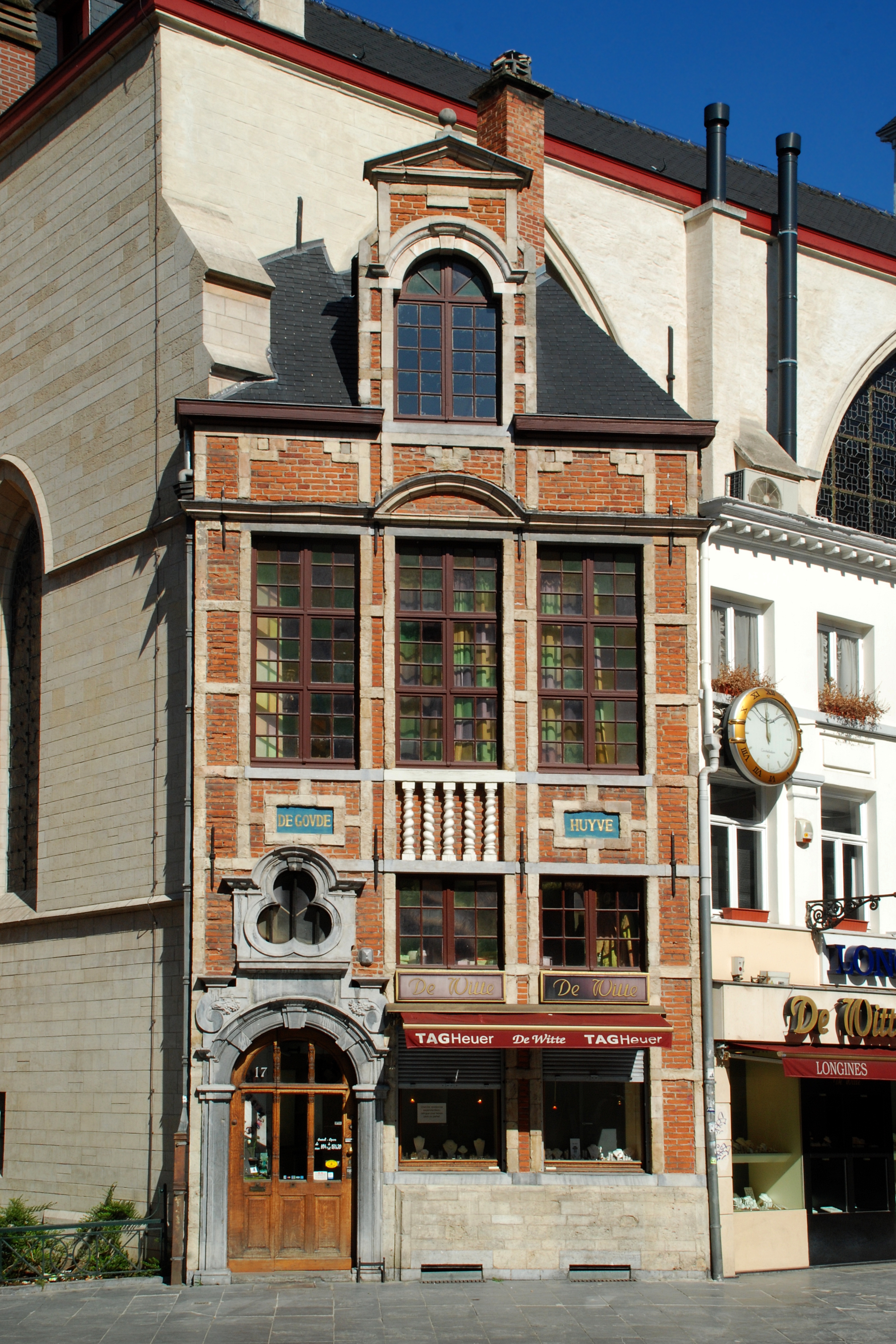
Maison de Goude Huyve (remontée par Malfait en 1929).
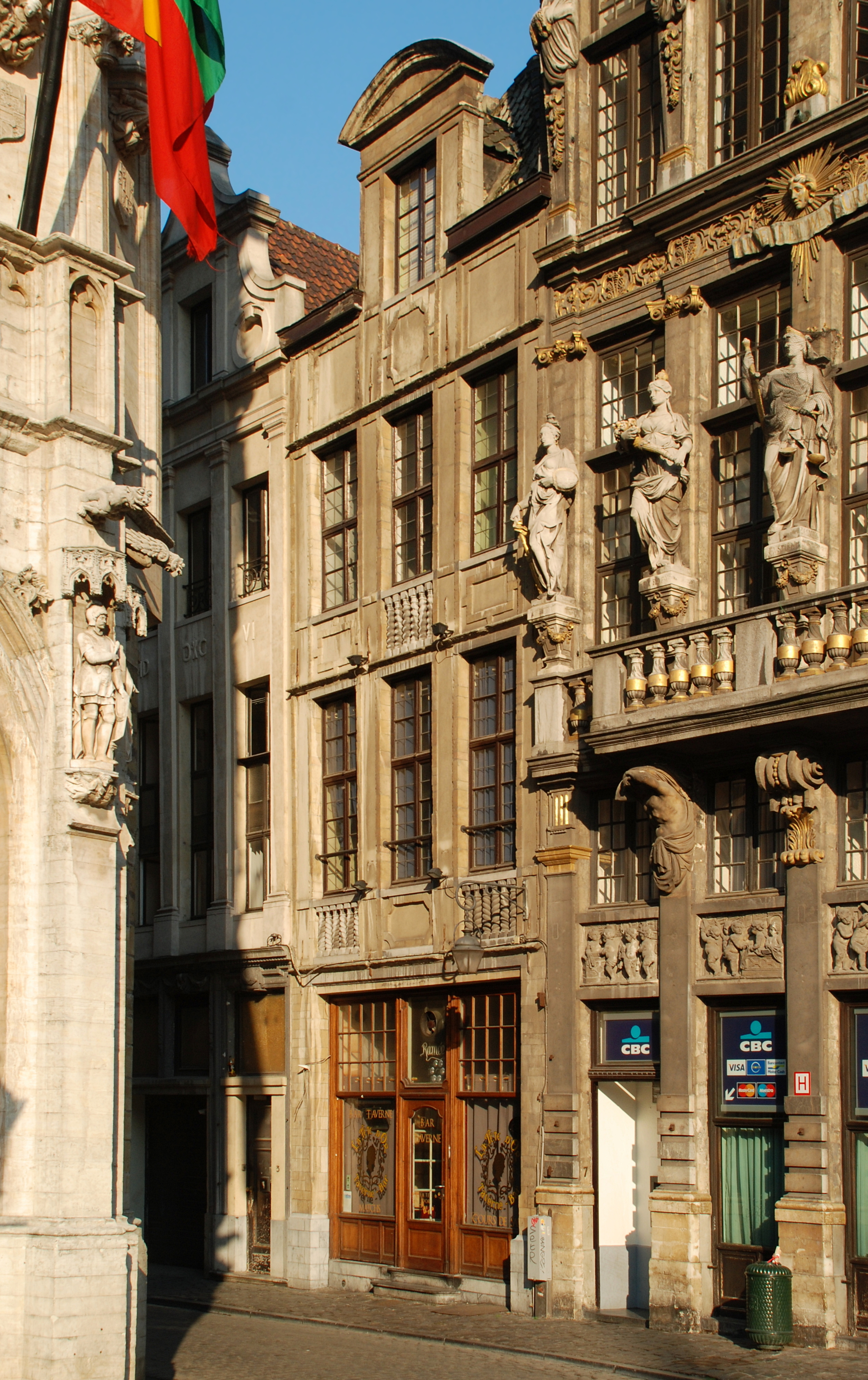
Maison de la Tête d'Or (restaurée par Malfait en 1938).